# Chrysopogon gammonensis
Chrysopogon gammonensis là một loài ruồi trong họ Asilidae. Chrysopogon gammonensis được Lavigne miêu tả năm 2006. Loài này phân bố ở miền Australasia.